# فرانک شورتر
 فرانک شورتر (انگلیسی: Frank Shorter؛ زادهٔ ۳۱ اکتبر ۱۹۴۷) یک ورزشکار اهل ایالات متحده آمریکا است.
وی همچنین برنده جوایزی همچون مدال طلا شده است.